# Мицоцо, Мадлен
Мадлен Мицоцо (фр. Madeleine Mitsotso; неизвестно — 8 мая 2018) — конголезская гандболистка, вратарь. Участница летних Олимпийских игр 1980 года, чемпионка Африки 1979 года.

## Биография
Мадлен Мицоцо начала играть в гандбол в 1969 году за «Пижон Вер» из Сен-Пьера, в составе которого выступала до 1975 года. После этого защищала цвета «Этуаль дю Конго» из Браззавиля, в составе которого в 1984 и 1985 годах дважды выигрывала Кубок африканских чемпионов. В конце карьеры несколько сезонов выступала за «Шеминот».
В 1977 году участвовала в чемпионате мира среди юниорок до 20 лет в Румынии, где сборная Республики Конго заняла 12-е место.
В составе женской сборной Республики Конго в 1972 году выиграла чемпионат Центральной Африки, в 1976 году выиграла серебро чемпионата. Трижды выигрывала Кубок Марьен Нгуаби (1979, 1981—1982).
В 1979 году завоевала золото чемпионата Африки в Браззавиле.
В 1980 году вошла в состав женской сборной Республики Конго по гандболу на летних Олимпийских играх в Москве, занявшей 6-е место. Играла на позиции вратаря, провела 6 матчей.
Умерла 8 мая 2018 года. Похоронена 19 мая 2018 года на кладбище в районе Нгойо города Пуэнт-Нуар.